# Gare de Turnhout
La gare de Turnhout (en néerlandais : station Turnhout) est une gare ferroviaire belge de la ligne 29, d'Aarschot à Tilbourg (Pays-Bas), située dans la ville de Turnhout dans la province d'Anvers en Région flamande.
C'est une gare de la Société nationale des chemins de fer belges (SNCB) desservie par des trains InterCity (IC) (et Touristiques (T) durant les vacances d'été).

## Histoire
La ligne de Lierre à Turnhout via Herentals, est mise en service le 23 avril 1855 par la Société anonyme du chemin de fer de Turnhout, qui en confie immédiatement l'exploitation à la Société anonyme des chemins de fer d'Anvers à Rotterdam, laquelle est intégrée au Grand Central Belge en 1863. En 1867, cette compagnie prolonge la ligne au-delà de la frontière hollandaise, vers Turnhout. 
Au lendemain de la Seconde Guerre mondiale, la faiblesse du trafic conduit la SNCB à reporter sur la route le transport des voyageurs à partir du 31 mai 1959. La ligne reste utilisée pour le transport des marchandises. 
Grâce à la mobilisation des habitants et de la ville de Turnhout, les trains de voyageurs réapparaissent le 31 mai 1971 avec quelques trains le matin et le soir. Cet embryon de desserte est étendu à un train par heure en 1976[réf. souhaitée]. 
La ligne sera électrifiée de Turnhout à Herentals entre 1983 et 1984 ; la mise en service des trains électriques sur la ligne allant de pair avec l'instauration du plan IC-IR.

## Service des voyageurs

### Desserte
Turnhout est desservie par des trains InterCity (IC) et Touristiques (ICT) de la SNCB circulant sur la ligne commerciale 15 : Anvers - Lierre - Mol - Hasselt (voir brochure SNCB de la ligne 15).
En semaine, la desserte est constituée de deux trains IC par heure : des trains IC-11 effectuant le trajet Binche - La Louvière-Sud - Braine-le-Comte - Bruxelles-Midi - Malines - Herentals - Turnhout ; des trains IC-30 effectuant le trajet Turnhout - Herentals - Lierre - Anvers-Berchem - Anvers-Central. Les Week-end et fériés, la desserte est uniquement constituée de trains IC-30, circulant comme en semaine. Durant les vacances d'été, un train T relie sept jours sur sept Neerpelt à Blankenberge, le matin, et effectue le trajet inverse en fin d'après-midi. Il permet également d'atteindre Malines, Termonde, Gand et Bruges.

## Comptage voyageurs
Ce graphique et tableau montre le nombre de voyageurs embarquant en moyenne durant la semaine, le samedi et le dimanche.
| Nombre de passagers qui embarquent à la gare de Turnhout | Nombre de passagers qui embarquent à la gare de Turnhout | Nombre de passagers qui embarquent à la gare de Turnhout | Nombre de passagers qui embarquent à la gare de Turnhout |
|                                                          | Semaine                                                  | Samedi                                                   | Dimanche                                                 |
| -------------------------------------------------------- | -------------------------------------------------------- | -------------------------------------------------------- | -------------------------------------------------------- |
| 1977                                                     | 395                                                      | 25                                                       | -                                                        |
| 1978                                                     | 454                                                      | 56                                                       | 79                                                       |
| 1979                                                     | 487                                                      | 114                                                      | 107                                                      |
| 1980                                                     | 429                                                      | 148                                                      | 151                                                      |
| 1981                                                     | 491                                                      | 204                                                      | 157                                                      |
| 1982                                                     | 495                                                      | 55                                                       | 128                                                      |
| 1983                                                     | 420                                                      | 47                                                       | 193                                                      |
| 1984                                                     | 623                                                      | 206                                                      | 363                                                      |
| 1985                                                     | 762                                                      | 326                                                      | 521                                                      |
| 1986                                                     | 811                                                      | 342                                                      | 538                                                      |
| 1987                                                     | 814                                                      | 415                                                      | 506                                                      |
| 1988                                                     | 838                                                      | 328                                                      | 716                                                      |
| 1989                                                     | 936                                                      | 468                                                      | 574                                                      |
| 1990                                                     | 1 039                                                    | 579                                                      | 915                                                      |
| 1991                                                     | 990                                                      | 516                                                      | 817                                                      |
| 1992                                                     | 938                                                      | 466                                                      | 789                                                      |
| 1993                                                     | 1 015                                                    | 518                                                      | 727                                                      |
| 1994                                                     | 1 244                                                    | 722                                                      | 636                                                      |
| 1995                                                     | 1 110                                                    | 627                                                      | 817                                                      |
| 1996                                                     | 1 075                                                    | 520                                                      | -                                                        |
| 1997                                                     | 1 159                                                    | 910                                                      | -                                                        |
| 1998                                                     | 1 174                                                    | 988                                                      | 1 156                                                    |
| 1999                                                     | 1 069                                                    | 578                                                      | 710                                                      |
| 2000                                                     | 1 410                                                    | 566                                                      | 783                                                      |
| 2001                                                     | 1 487                                                    | 510                                                      | 794                                                      |
| 2002                                                     | 1 137                                                    | 554                                                      | 664                                                      |
| 2003                                                     | 1 159                                                    | 778                                                      | 846                                                      |
| 2004                                                     | 1 273                                                    | 592                                                      | 975                                                      |
| 2005                                                     | 1 412                                                    | 574                                                      | 866                                                      |
| 2006                                                     | 1 397                                                    | 670                                                      | 896                                                      |
| 2007                                                     | 1 378                                                    | 592                                                      | 928                                                      |
| 2008                                                     | -                                                        | -                                                        | -                                                        |
| 2009                                                     | 1 217                                                    | 481                                                      | 868                                                      |
| 2010                                                     | -                                                        | -                                                        | -                                                        |
| 2011                                                     | -                                                        | -                                                        | -                                                        |
| 2012                                                     | 1 540                                                    | 655                                                      | 600                                                      |
| 2013                                                     | 1 574                                                    | 657                                                      | 782                                                      |
| 2014                                                     | 1 504                                                    | 534                                                      | 997                                                      |
| 2015                                                     | 1 415                                                    | 563                                                      | 955                                                      |
| 2016                                                     | 1 414                                                    | 504                                                      | 838                                                      |
| 2017                                                     | 1 608                                                    | 657                                                      | 978                                                      |
| 2018                                                     | 1 642                                                    | 708                                                      | 1 130                                                    |
| 2019                                                     | 1 581                                                    | 594                                                      | 1 101                                                    |
| 2020                                                     | 1 010                                                    | 535                                                      | 902                                                      |
| 2021                                                     | -                                                        | -                                                        | -                                                        |
| 2022                                                     | 1 311                                                    | 765                                                      | 1 057                                                    |
| 2023                                                     | 1 556                                                    | 141                                                      | 178                                                      |
| 2024                                                     | 1 681                                                    | 705                                                      | 964                                                      |

## Patrimoine ferroviaire
Le bâtiment de style néo-renaissance flamande date de 1896 ; il fut construit en remplacement du bâtiment d'origine, de 1855 lequel était fort semblable à celui de la gare de Herentals, également démoli. La marquise recouvrant les trois voies à quai du bâtiment de 1896 est originaire d'Anvers : elle avait été construite pour l'ancienne gare en bois d'Anvers-Est (actuellement Anvers-Central),.
Dans les années 1960, alors que seuls des trains de marchandises desservaient encore Turnhout, la marquise, en mauvais état, est démolie. Le bâtiment, dépourvu de sa marquise, a survécu ; il est classé depuis 1999. 

Galerie de photographies
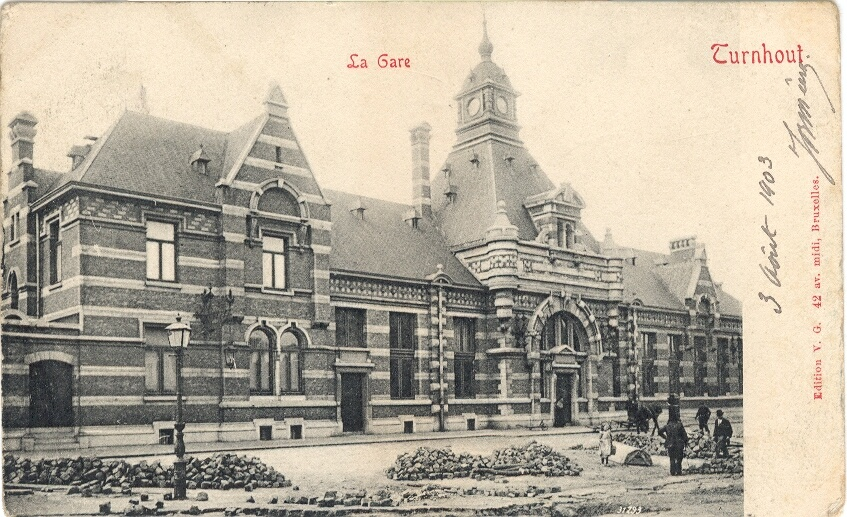
Le bâtiment de la gare.
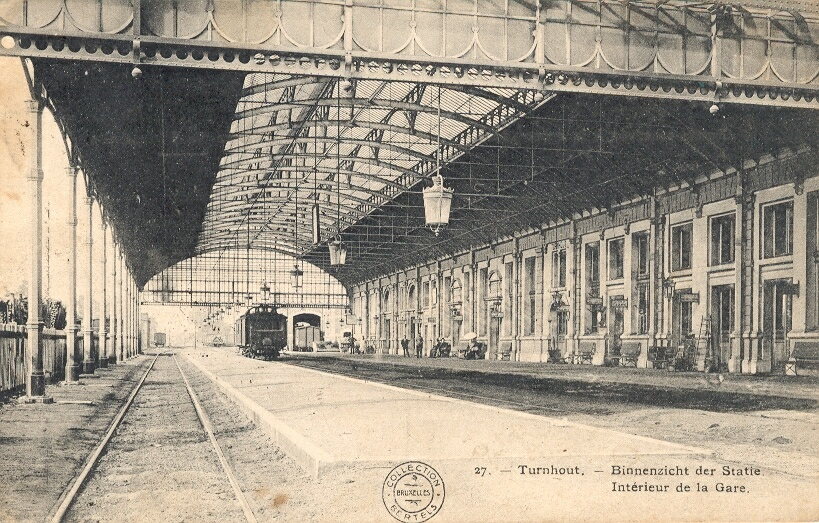
Verrière de la gare (depuis disparue).
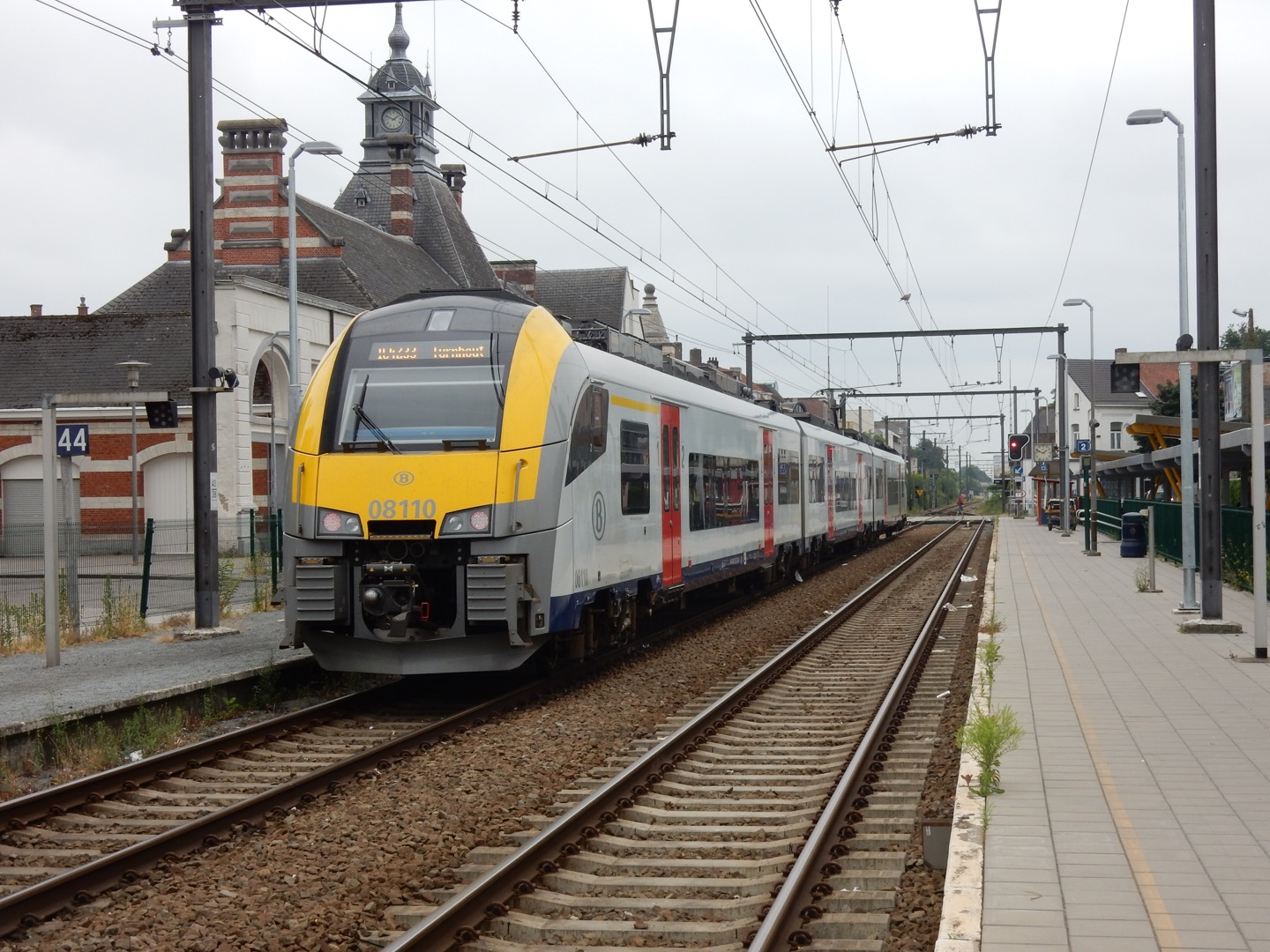
Train à quai et bâtiment.
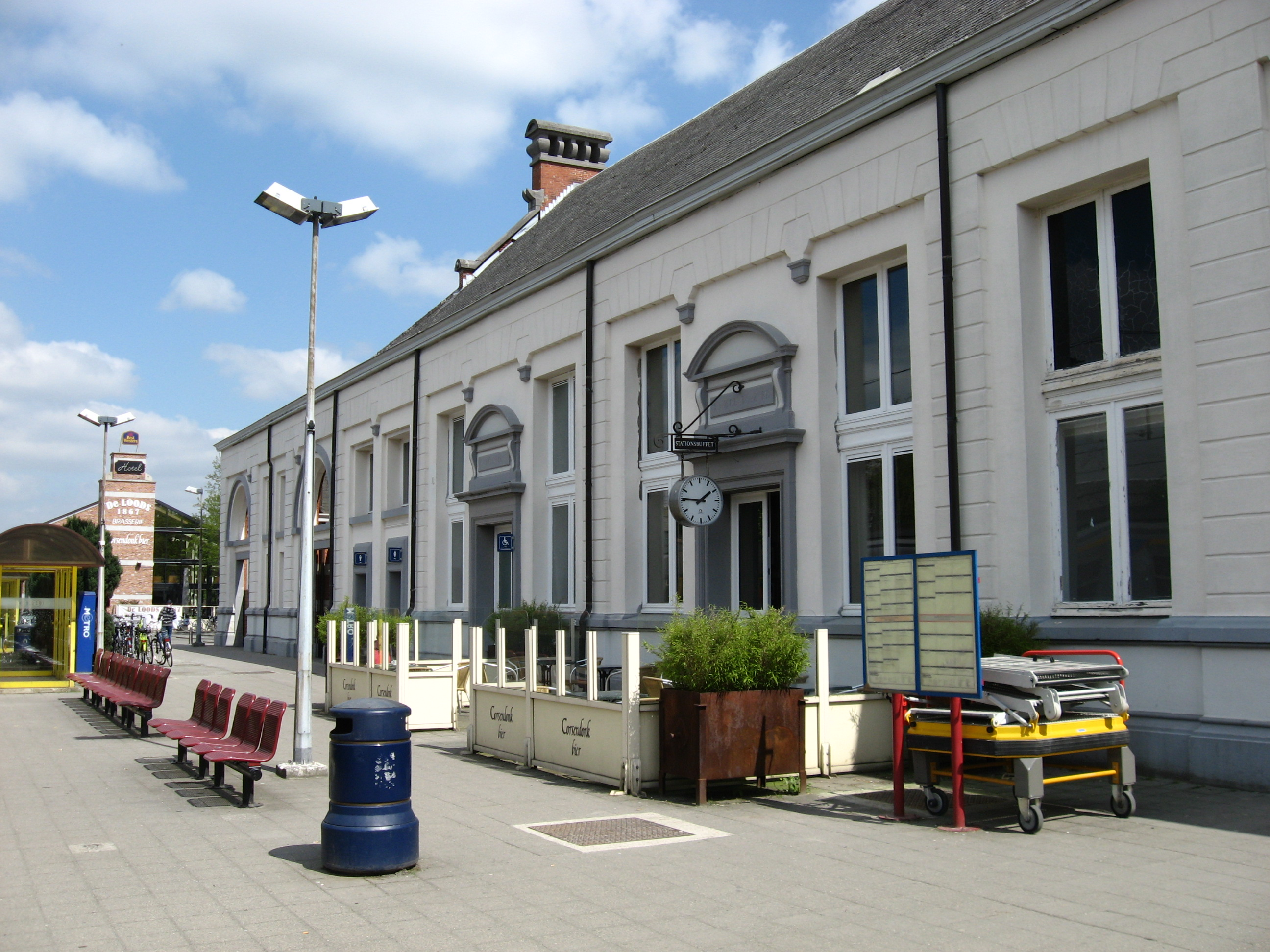
Espace autrefois situé sous la verrière.